# Alphabet City (album)
Alphabet City è un album del gruppo musicale britannico ABC, pubblicato dall'etichetta discografica Mercury nel 1987.
Il disco è stato prodotto dagli stessi Martin Fry e Mark White, ovvero i componenti del gruppo all'epoca, insieme a Bernard Edwards.
Nella sua pubblicazione originale, l'album contiene 11 tracce nelle versioni long playing e musicassetta, 15 nella versione su CD.

## Tracce

### LP-MC
Lato A
1. Avenue A
2. When Smokey Sings
3. The Night You Murdered Love
4. Think Again
5. Rage and Then Regret
6. Ark-Angel

Lato B
1. King Without a Crown
2. Bad Blood
3. Jealous Lover
4. One Day
5. Avenue Z

### CD
1. Avenue A
2. When Smokey Sings
3. The Night You Murdered Love
4. Think Again
5. Rage and Then Regret
6. Ark-Angel
7. King Without a Crown
8. Bad Blood
9. Jealous Lover
10. One Day
11. Avenue Z
12. Minneapolis
13. When Smokey Sings (The Miami Mix)
14. The Night You Murdered Love (The Whole Story)
15. Chicago (Abridged)